# 基納基納山
17°0′46″S 67°17′58″W / 17.01278°S 67.29944°W
基納基納山（Qina Qina），是玻利維亞的山峰，位於該國西部拉巴斯省的因基西維省，處於瓦利亞塔尼湖以東，屬於安第斯山脈的一部分，海拔高度4,866米。